# Gmina Grove (hrabstwo Adair)
Gmina Grove (ang. Grove Township) – gmina w USA, w stanie Iowa, w hrabstwie Adair. Według danych z 2020 roku gmina miała 162 mieszkańców.